# Böbrach
Böbrach je německá obec v zemském okrese Regen ve spolkové zemi Bavorsko. Nachází se v oblasti Bavorského lesa. Centrum obce leží cca 13 km od hranic s Českou republikou.

## Místní části
- Bärnerau
- Bamming
- Böbrachmühle
- Dirnberg
- Eck
- Etzendorf
- Gstaudach
- Haidsberg
- Hammermühl
- Höhmannsbühl
- Jägerhaus
- Katzenbach
- Kronhammer
- Maisried
- Meindlgrub
- Oberauerkiel
- Obersteinhaus
- Öd
- Pfefferhaus
- Raschau
- Rettenberg
- Roppendorf
- Schrollhof
- Stein
- Unterauerkiel
- Weghof
- Wieshof